# باتريك ريا
باتريك ريا (بالإنجليزية: Patrick Rea)‏ هو منتج أفلام وكاتب سيناريو ومخرج أمريكي، ولد في 2 يناير 1980 في سشويلير في الولايات المتحدة.

## وصلات خارجية
- باتريك ريا على موقع IMDb (الإنجليزية)
- باتريك ريا على موقع روتن توميتوز (الإنجليزية)
- باتريك ريا على موقع ألو سيني (الفرنسية)
- باتريك ريا على موقع أول موفي (الإنجليزية)
- باتريك ريا على موقع قاعدة بيانات الفيلم (الإنجليزية)
- باتريك ريا على موقع كينوبويسك (الروسية)